# Pernek
Pernek (allemand : Bäreneck ) est un village de Slovaquie situé dans la région de Bratislava.

## Histoire
Première mention écrite du village en 1394.

## Démographie

### Évolution de la population
| Année:               | 1994. | 2004.   | 2014.   | 2024.   |
| -------------------- | ----- | ------- | ------- | ------- |
| Nombre de personnes: | 742   | 793     | 846     | 899     |
| Différence:          |       | +6,87 % | +6,68 % | +6,26 % |

| Année:               | 2023. | 2024.   |
| -------------------- | ----- | ------- |
| Nombre de personnes: | 908   | 899     |
| Différence:          |       | -0,99 % |

## Politique
| Nom             | Parti politique  | date de l'élection | Fin du mandat |
| --------------- | ---------------- | ------------------ | ------------- |
| František Bokes | ĽS-HZDS,SNS,SMER | 02.12.2006         | Déc. 2010     |